# Geissanthus challuayacus
Espèce
Statut de conservation UICN

 VU D2 : Vulnérable
Geissanthus challuayacus est une espèce de plantes à fleurs de la famille des Primulaceae.

## Publication originale
- Sida 17(2): 466–469, f. 3. 1996.